# Latham (Illinois)
Pour les articles homonymes, voir Latham (homonymie).
Latham est un village du comté de Logan dans l'Illinois, aux États-Unis,. Il est situé au centre du comté et incorporé le 19 juillet 1894.

## Démographie
Lors du recensement de 2010, le village comptait une population de 380 habitants. Elle est estimée, en 2016, à 362 habitants.

### Source de la traduction
- (en) Cet article est partiellement ou en totalité issu de l’article de Wikipédia en anglais intitulé « Latham, Illinois » (voir la liste des auteurs).